# Donald Spitz
Donald Spitz est un pasteur pentecôtiste et militant américain anti-avortement. Il vit à Chesapeake, en Virginie.
Il gère le site internet du groupe Army of God. Spitz est également le porte-parole de l'Army of God.

## Biographie

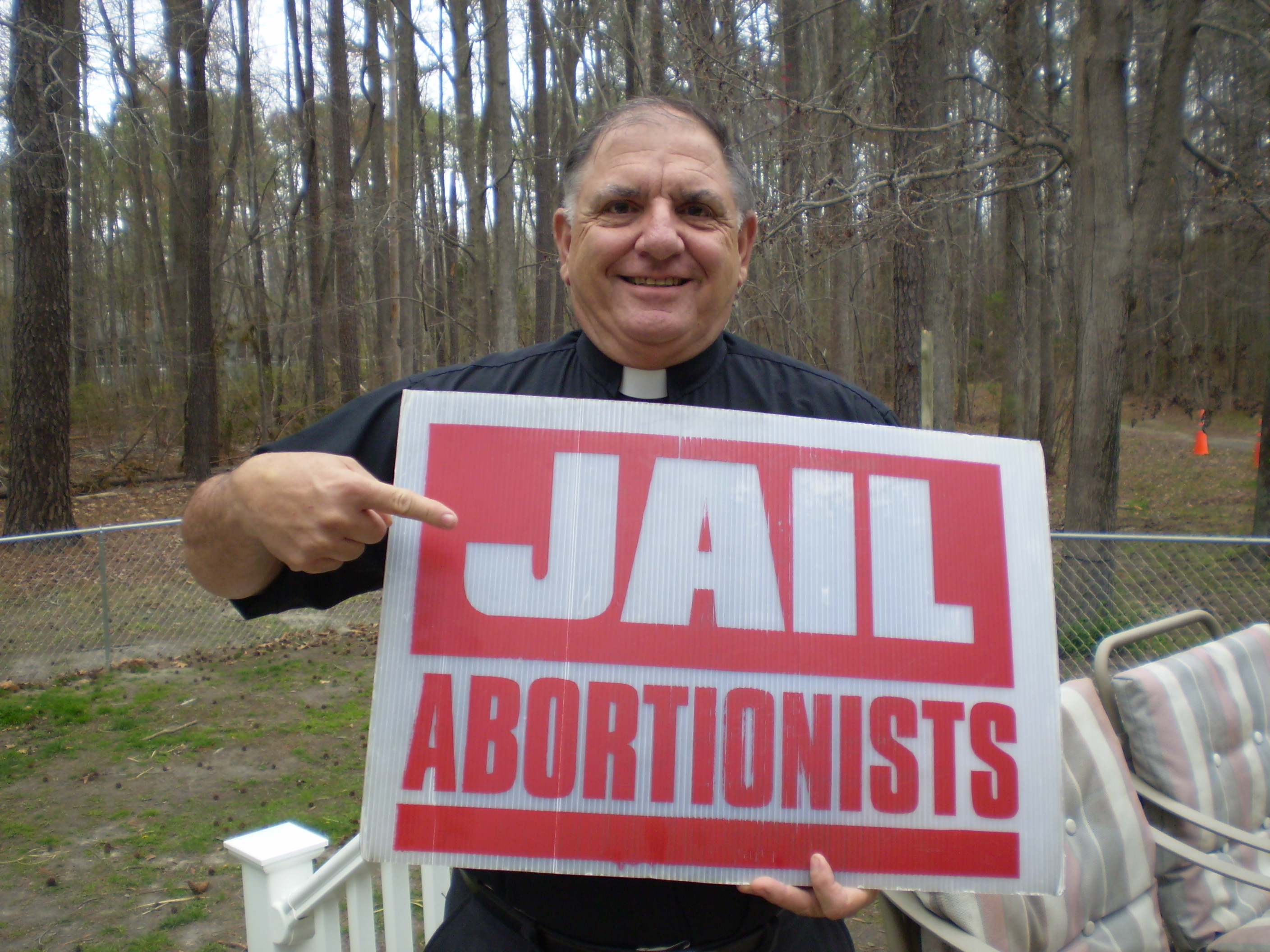
Donald Spitz avec une pancarte anti-avortement

Donald Spitz est né à Norfolk, en Virginie, dans une famille de militaires. Il rejoint la marine américaine à dix-huit ans et sert pendant deux ans au cours de la guerre du Viêt Nam. Au début des années 1980, il déménage à New-York pour exercer son ministère d'évangélisation dans les rues de Times Square. Spitz a été ordonné pasteur par l'évangéliste Leander Bollhorst à la Pentecostal International Gospel Crusade de Manhattan .
En 1993, il s'installera à Chesapeake, en Virginie.

## Controverses

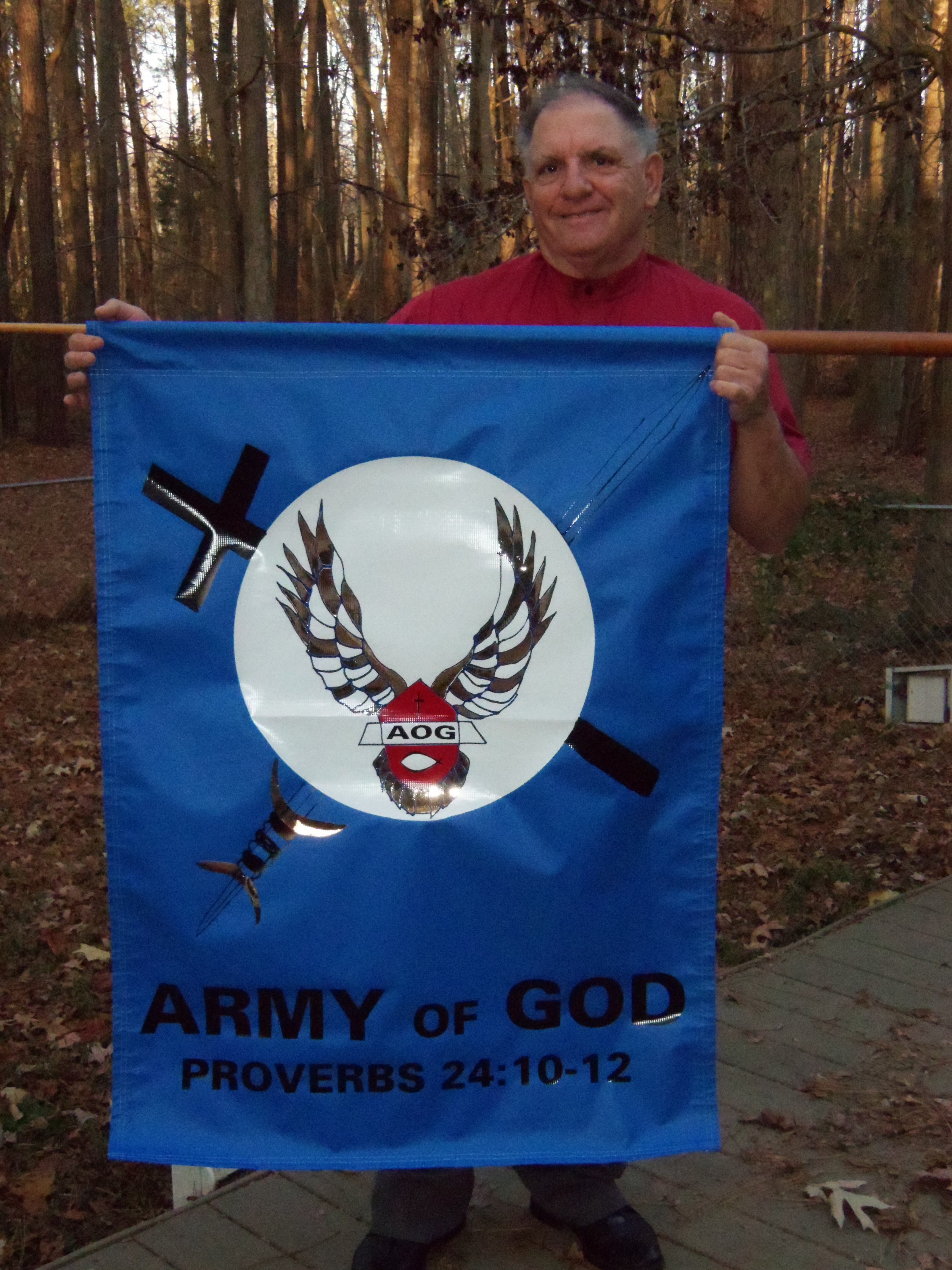
D. Spitz tenant une bannière de l'Armée de Dieu.

Donald Spitz était très ami avec Paul Jennings Hill avant que ce dernier assassine le médecin John Britton. Il sera son conseiller spirituel au cours de la dernière semaine de sa vie et était avec lui quand il a été exécuté. À cette occasion, Spitz poste une « Déclaration d'action défensive » sur son site de l'Army of God en faisant savoir que Paul Jennings Hill aurait dû être acquitté de son assassinat car son action était justifiable afin de protéger les « enfants à naître »,. Spitz a également publié gratuitement à titre posthume le manifesto de Hill, intitulé Mix My Blood with the Blood of the Unborn, sur Army of God.
En 1994, John Salvi (en) attaque deux cliniques d'avortement dans le Massachusetts. Spitz organisera une veillée de prière à l'extérieur de la cellule de la prison où est logé Salvi.

En 1998, en réponse à la mort par balle du docteur Barnett Slepian (en) par James Charles Kopp (en), Spitz a déclaré qu'il était « un héros » : 

« Que devrais-je dire à la famille de Slepian ? Ils vivent dans une maison à 500 000 dollars qui a été payée avec l'argent du sang — le sang de ces bébés que Barnett Slepian a assassinés… Il savait ce qu'il faisait, il tuait les enfants. C'est dommage s'il a été tué devant sa famille… »

— Unborn in the USA, 00:45:00, First Run Features 2007
Il a soulevé la controverse en 2001 quand il a déclaré qu'il soutenait l'action de Clayton Waagner (en), l'homme qui a envoyé plusieurs centaines de lettres à l'anthrax à plusieurs cliniques pratiquant l'avortement. En juin 2001 Waagner affiche un message sur le site internet de l'Army of God déclarant qu'il allait intensifier la guerre contre l'avortement.[réf. nécessaire]
Il a envoyé les écrits de Paul Jennings Hill à Scott Roeder, l'homme qui a assassiné le médecin-avorteur George Tiller le 31 mai 2009.
Spitz a été surveillé par le FBI pendant vingt ans.